# Gonystylus consanguineus
Espèce
Classification phylogénétique
Statut de conservation UICN

 VU  : Vulnérable
Gonystylus consanguineus est une espèce de plante du genre Gonystylus et de la famille des Thymelaeaceae.